# Общественный вещатель Грузии

Общественный вещатель Грузии (груз. საქართველოს საზოგადოებრივი მაუწყებელი, Sakartvelos Sazogadoebrivi Mauts’q’ebeli) — грузинская государственная телерадиокомпания.

## История

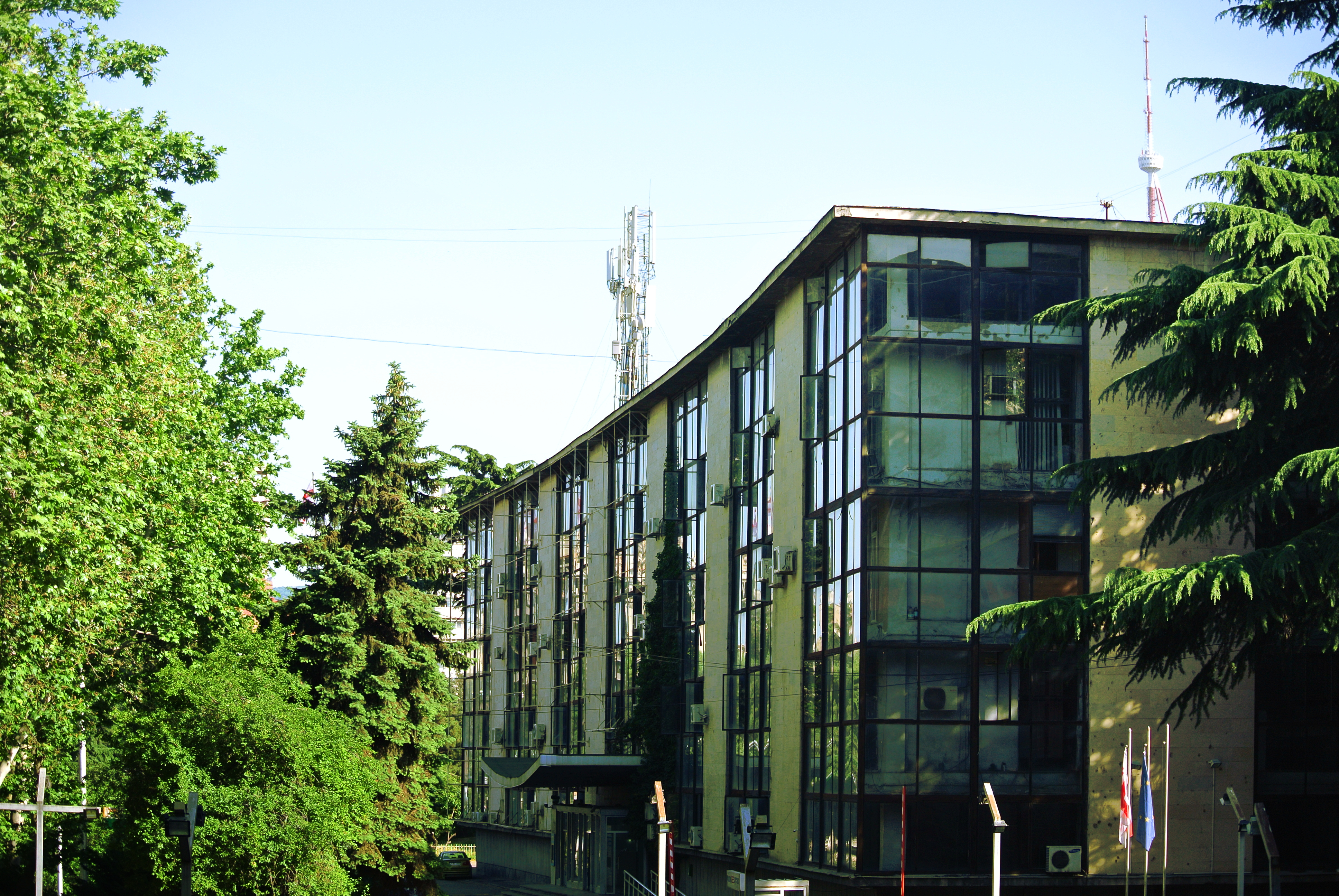
Бывшее здание телецентра, расположенное по адресу Мераб Костава 68

В 1925 году Народный комиссариат почт и телеграфов Грузинской ССР запустил радиостанцию «Грузинское радио». В 1933 году Грузинское радио было выведено в Комитет по радиофикации и радиовещанию СНК Грузинской ССР (Радиокомитет Грузинской ССР), несколько раз переименовывавшийся, с 1978 года — Государственный комитет Грузинской ССР по телевидению и радиовещанию (Гостелерадио Грузинской ССР). Был запущен радиоканал «Грузинское радио» (საქართველოს რადიო) (до этого с 1925 года местное отделение АО «Радиопередача» осуществляло радиовещание в виде радиоверсий основных грузинских газет). В 1956 году Гостелерадио Грузинской ССР запустило телеканал «Грузинское телевидение», в 1965 году Гостелерадио Грузинской ССР запустило радиостанцию Мтацминда.
В 1990-е годы Гостелерадио Грузинской ССР было реорганизовано в Государственную телерадиокорпорацию Грузии (სახელმწიფო ტელე-რადიო კორპორაცია), в 1992 году был запущен Второй канал Грузинского телевидения, Грузинское телевидение стало Первым каналом Грузинского телевидения, в 1995 году — Второй канал Грузинского радио, радиоканал Грузинское радио стал Первым каналом Грузинского радио. Частоты 1-й программы Всесоюзного радио перешли Первому каналу Грузинского радио, частоты Маяка — Второму каналу Грузинского радио, Маяк был переведён на частоту 3-й программы Всесоюзного радио, Радио 1 (бывшая 1 программа) на старую частоту Грузинского радио, а после перевода Первого и Второго канала в диапазон УКВ CCIR ретрансляция Маяка и Радио 1 в Грузии была прекращена. 23 декабря 2004 года Гостелерадио Грузии было реорганизовано в Грузинское общественное вещание.

## Телеканалы и радиостанции

### Телеканалы
- Первый канал (პირველი არხი)
- Первый канал — Спорт (პირველი არხი — სპორტი)

Доступны через эфирное (аналоговое на МВ), кабельное и спутниковое телевидение.

### Радиостанции
- Радио Грузии (საქართველოს რადიო)
- Радио Грузии — Музыка (საქართველოს რადიო — მუსიკა)

Доступны через эфирное радиовещание (аналоговое на УКВ (УКВ CCIR (ранее — УКВ OIRT)), Первый канал Грузинского радио также — на СВ).